# Zeng Shaoxuan
Zeng Shaoxuan (Nanjing, 29 de agosto de 1981) é um tenista profissional chinês.

## Olimpíadas 2008
Zeng Shaoxuan, perdeu na primeira rodada em simples para David Nalbandian, e em duplas Yu Xinyuan, perdeu também na primeira rodada para uma duplas polonesa.